# Dittingen
Dittingen is een gemeente en plaats in het Zwitserse kanton Basel-Landschaft, en maakt deel uit van het district Laufen.
Dittingen telt 771 inwoners.
In de nabijheid is een klein sportvliegveld.
Op 23 augustus 2015 botste tijdens een vliegshow twee vliegtuigjes boven Dittingen op elkaar, een ervan stortte op het dorpje neer en richtte enige schade aan. Een piloot kwam hierbij om het leven.